# تقانة ميكروية

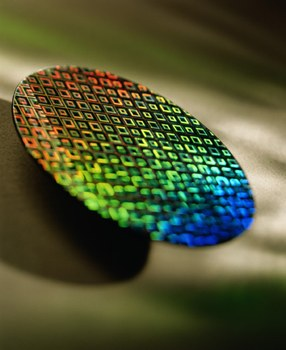

التقانة الميكروية (Microtechnology) هي تكنولوجيا متخصصة في الأمور من مقياس ميكرومتر (جزء من مليون من المتر أي 10−6 م.)
في الستينات من القرن العشرين، تعلم العلماء أنه بصف الكثير من الترانزستورات الميكروية على شريحة Chip واحدة، يمكن بناء دارات ميكروإلكترونية، تحسن الأداء والووظيفة والفعالية، وبنفس الوقت تقلل الكلفة وتنقص الحجم. هذا التطوير أدى إلى ثورة معلومات حقيقية.
مؤخرا اكتشف العلماء أنه ليس فقط الدارات الكهربائية لكن أيضا الوسائل الميكانيكية يمكن أن تخضع لتصغير Miniaturization وعرفت هذه التقنية باسم الأنظمة الكهروميكانيكية الميكروية MEMS ، مما يعد بنتائج مذهلة وواعدة قريبة من النتائج التي حققتها تقانات الدارات المتكاملة integrated circuit. ففي حين تمثل الإلكترونيات «الدماغ» للتكنولوجيا الحديثة من روبوتات وذكاء اصطناعي فإن الوسائل الميكروميكانيكية ستؤمن حساسات sensor والمنفذات actuator (أي العيون والآذان، الأطراف والأقدام) لتكنولوجيا المستقبل.
تقنية دقيقة أو التقنية الدقيقة أو تقنية مايكروية، وهذه التقنية تتعامل مع تراكيب قياساتها بالقرب من 1 ميكرومتر (واحد على مليون من المتر، أو 10-6 متر، أو 1μm). في 1960s، اكتشف العلماء أن ترتيب أعداد كبيرة من الترانزستورات المجهرية على شريحة واحدة، والدوائر الإلكترونية الدقيقة التي يمكن أن تبنى توفر أداء أحسن وبشكل جذري، وتحسين وظائفها، كل ذلك مع تخفيض التكلفة وزيادة حجم. أدى هذا التطور إلى ثورة المعلومات.
يعد من أهم العلوم التجريبية التي أدت وما زالت تؤدي خدمة كبيرة لكل فرع من فروع علوم الحياة: التشريح، وعلم الميكروبيولوجيا، وعلم الوراثة، وعلم الأجنة، وعلم المورفولوجيا. كما يلعب دوراً هاما في تطور الدراسات العينات الحيوانية أو نباتية. وقد عرّفه العالم ساس في أنه علم يتكون من ثلاث نشاطات متداخلة مع بعضها البعض هي تحضير العينة للدراسة المجهرية والاستعمال الصحيح للمجهر وما يتعلق به من أجهزة مساعدة لتفسير ودراسة العينة وتدوين ورسم النتائج.

## الأقسام
- تحضيرات مجهرية نباتية
- تحضيرات مجهرية حيوانية
- تحضيرات مجهرية طبية

ولا يقتصر علم التحضيرات المجهرية على تحضير العينات فقط، بل يشمل اختبار الأجهزة اللازمة لاستخدامها في تحضير العينات، وكذلك اختبار الكواشف والمواد القاتلة والمثبتة، واختبار الصبغات المناسبة، والإلمام بطرق تحضيرها والحصول على عينات جيدة سواء كانت كاملة أو مجزأة، والوسائل المستخدمة في تحضيرها ثم فحصها، ولهذا فهو يعتبر علما متطوراً وغير ثابت ويعتمد على الابتكار والتجريب.

## تحضير العينات النباتية غير المجهرية (الكبيرة)
يقصد بالعينات النباتية غير المجهرية (الكبيرة) إما النبات الكامل أو جزءا يحتفظ به جافاً أو رطباً للرجوع إليه عند الحاجة، إما في المعشبة أو في المتاحف وقاعات الدراسة.

## ويقسم التحضير إلى نوعين هما

### التحضير الجاف
حفظ معظم النباتات ذات الأجسام الكبيرة كاملة أو جزءاً منها على هيئة فرع أو غضن يمثل النبات الكامل، ويكون حفط جميع أجزاء النبات لأن يسهل التعرف على العينة وبالإضافة إلى ذلك فإن العينات النباتية تتميز بصفات ظاهرية على العينة.
لتحضير العينات تحضيراً جافاً يمكن استخدام الطريقة التالية:

### طريقة الضغط
وضع النبات بطريقة توضح صفاته الخارجية بحيث تفرد أجزاء النبات على الورقة بطريقة واضحة.
يستخدم لعملية الضغط جهاز بسيط التركيب قد يصنع محليا أو يشترى من الخارج ويتكون من إطارين خارجين من المعدن أو الخشب إما على هيئة شبكة أو صفيحة ويعرف بالضاغط Strand press، توضع العينات المراد تجفيفها بين الإطارين ثم يربط الإطاران معاً. وتوجد أمور يجب مراعاتها أثناء الضغط.
- استخدام أوراق ضد الدهون بين العينة وأوراق الجرائد لمنع التصاق النبات في الورقة التي تقع أعلى منها عند نزعها أو التصاق جزءا منها
- للحصول على جفاف سريع للعينات المضغوطة وحمايتها من نمو بعض الفطريات، يجب فك رباط الإطارين وتغيير أوراق الضغط يومياً، كما يجب أن توضخ العينات المضغوطة في مكان دافئ ليساعد في عملية التجفيف.
- لعدم الهرس العينة وخاص النباتات المتشحمة (بسبب ارتقاع المحتوى المائي) لتغلب على المشاكل بوضع العينة النباتية على قاعدة إسفنجية بحيث تتغمر العينة فيها عند ضغطها.

وبعد عملية التجفيف تنقل العينة الجافة إلى نوع خاص من الورق المقوي بأوراق المعشبة Herbarium sheets حيث يتم عرضها أو حفظها في المعشبة
ولتثبيت العينة النباتية على روقة المعشبة تستعمل المادة لاصقة، ويتم اختيار المادة لاصقة على حسب العينة النباتية وكذلك على رغبة الأشخاص القائمين عليها.